# Atlantiska orkansäsongen 1996
Den atlantiska orkansäsongen 1996 pågick officiellt från den 1 juni 1996 till den 30 november 1996. Historiskt sett bildas de allra flesta tropiska cyklonerna under denna period på året.
Säsongen var mycket aktiv. Sammanlagt bildades tretton stormar, nio av dessa nådde orkanstyrka, varav sex stycken blev större orkaner. Säsongens noterbara stormar var Orkanen Bertha, Cesar, Fran, och Hortense. I juli orsakade Orkanen Bertha betydande skada i North Carolina, Jungfruöarna och Puerto Rico. Orkanen Cesar dödade minst 51 i den norra delen av Sydamerika och Centralamerika. Orkanen Fran orsakade skador uppskattat till 3,2 miljarder dollar i North Carolina. Orkanen Hortense orsakade stora översvämningsskador i Puerto Rico och den Dominikanska republiken innan den drog norrut och nuddade precis Nova Scotia.